# Acronicta velia
Acronicta velia là một loài bướm đêm trong họ Noctuidae.